# Parco nazionale delle Dolomiti Bellunesi
Il Parco nazionale delle Dolomiti Bellunesi è un parco nazionale situato in provincia di Belluno, nel Veneto settentrionale, istituito nel 1990, incluso nella sezione "Pale di San Martino - San Lucano - Dolomiti Bellunesi - Vette Feltrine" del sito delle Dolomiti, dichiarato patrimonio dell'umanità dall'UNESCO nel 2009.

## Storia
Su impulso di associazioni ambientaliste locali guidate da Letizia Nicoletti, Francesco Sommavilla e Virginio Rotelli, nel 1988 viene prevista l'istituzione del Parco nazionale delle Dolomiti Bellunesi, la quale si concretizza nel 1990 con il provvedimento istitutivo del Ministero dell'Ambiente, il quale individua le seguenti finalità del parco nazionale:
1. tutelare i valori naturalistici, storici, paesaggistici ed ambientali e conservare i valori bio-genetici della flora, della fauna e degli aspetti geomorfologici;
2. migliorare le condizioni di vita degli abitanti interessati;
3. promuovere la ricerca scientifica e l'educazione ambientale, tramite la divulgazione della cultura naturalistica;
4. ripristinare le attività agro-selvi-pastorali.

Nel 1993 viene nominato l'ente Parco gestore.
Con Decreto del presidente della Repubblica 09.01.2008, pubblicato sulla Gazzetta Ufficiale n. 108 del 9 maggio 2008, il parco è coinvolto da una nuova perimetrazione, secondo confini naturali e ben identificabili (crinali, fiumi, strade, ecc.), andando incontro alle esigenze dei comuni: a differenza dei "vecchi" confini del 1990, individuati su una carta in scala 1:100.000, i nuovi confini sono definiti in due carte in scala 1:25.000, accompagnate da 12 tavole di dettaglio in scala 1:10.000, per garantire una precisione che non darà più adito a dubbi sull'effettivo andamento del confine del Parco.

## Territorio
Il parco ha una superficie di 31.512 ettari, interamente compresa nella provincia di Belluno, tra i fiumi Cismon ad ovest e Piave ad est, esteso a nord verso il bacino del Maè e a sud nel basso Agordino.

### Gruppi montuosi
Il Parco comprende i gruppi montuosi delle Alpi Feltrine (Vette di Feltre, Cimonega, Pizzocco, Brendol, Agnelezze), Monti del Sole, Schiara, Talvéna, Prampèr e Piz di Mezzodì.
Sono presenti aree carsiche d'alta quota, rupi e pendici detritiche, habitat ideale per numerose specie di alta montagna.

### Fiumi e torrenti

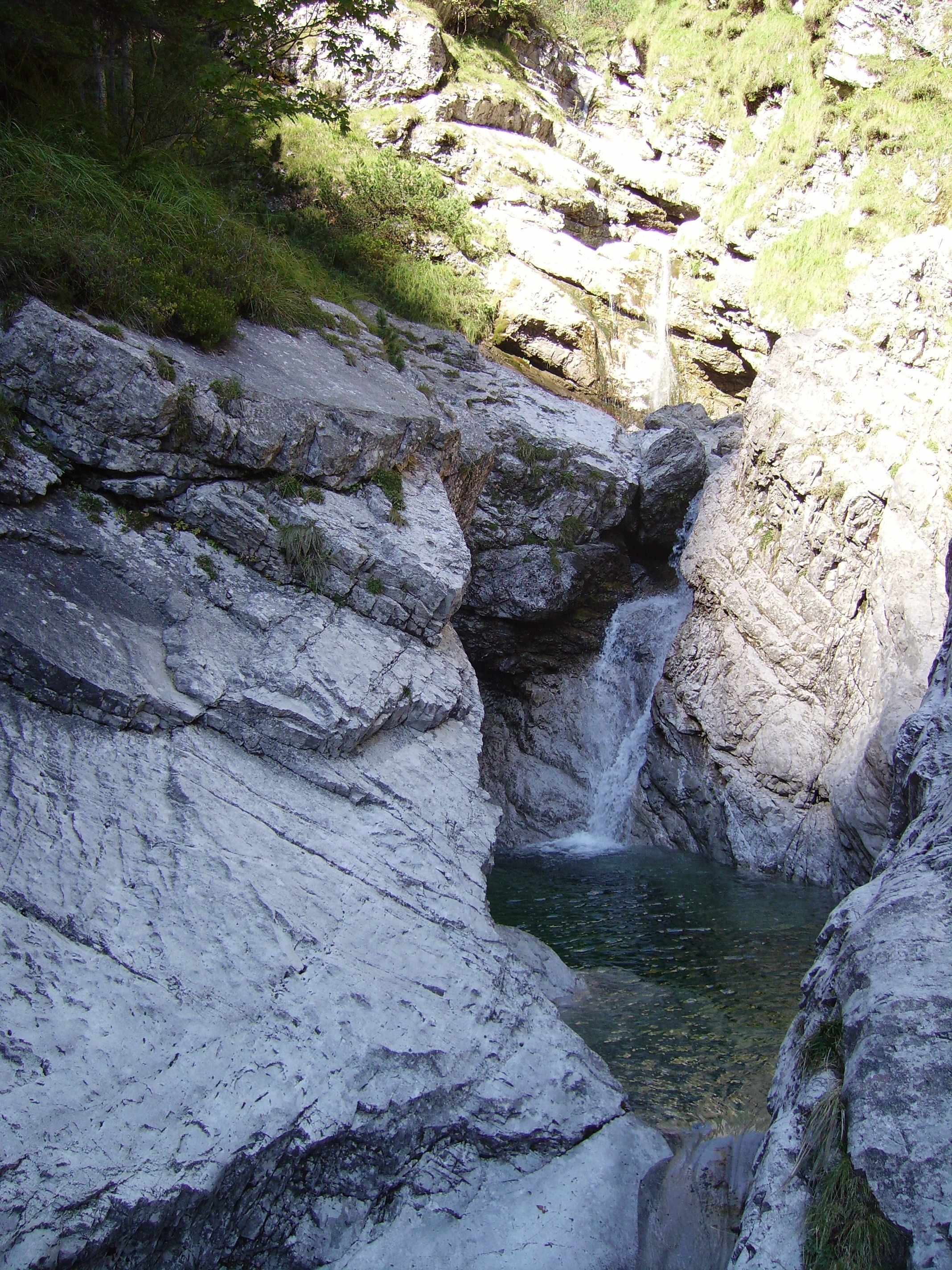
Il torrente Ardo all'interno del Parco.

Il territorio del parco, fatta eccezione per alcune aree carsiche di alta quota, si presenta estremamente ricco di risorse idriche: sorgenti, paludi e corsi d'acqua tra i quali:
Cordevole, Mis, Caorame, Stién (affluente del Caorame), Falcìna (affluente del Mis), Ardo, Vescovà (affluente del Cordevole), Prampèra (affluente del Maè) che concorrono alla ricchezza biologica del Parco.
Alcuni di questi torrenti scorrono in forre profonde, e tutti sono soggetti a variazioni.

### Comuni
All'interno del parco nazionale sono inclusi 15 comuni, tutti della regione Veneto: Belluno, Cesiomaggiore, Feltre, Gosaldo, La Valle Agordina, Longarone, Pedavena, Ponte nelle Alpi, Rivamonte, San Gregorio nelle Alpi, Santa Giustina, Sedico, Sospirolo, Sovramonte, Val di Zoldo.

## Ambiente

### Flora
La flora è composta da rododendri, cardi, stelle alpine e da altre piante montane. Vi sono boschi di latifoglie e di conifere, pascoli e prati.

### Fauna

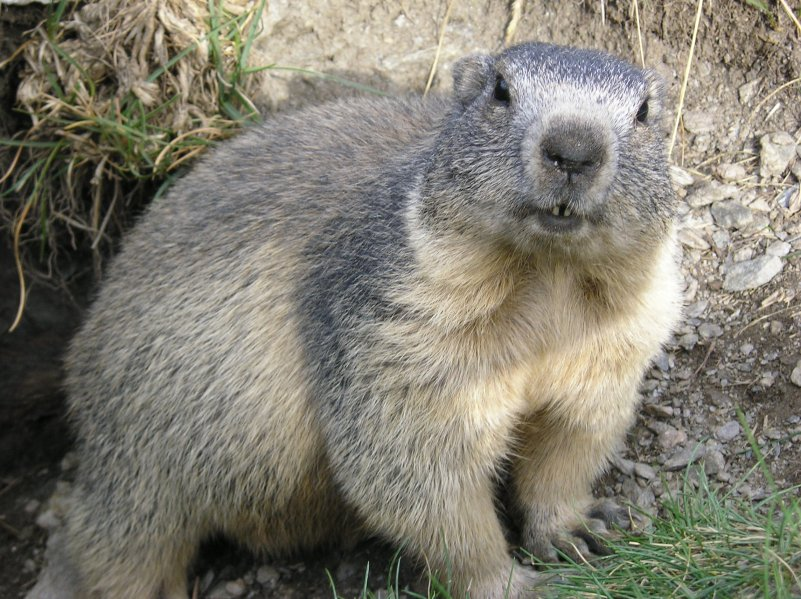
Marmotta

La varietà territoriale del Parco, che comprende aree di alta montagna accanto a pascoli, permette a numerose specie animali di trovare il proprio habitat all'interno dell'area.
Tra le specie più importanti e rappresentate vi sono:
- Mammiferi:
Marmotta delle Alpi, Ermellino, Martora, Ghiro, Scoiattolo, Capriolo, Camoscio, Cervo, Muflone, Stambecco, Cinghiale, Lupo, Lince.
- Chirotteri:
Vespertilio maggiore, Pipistrello nano, Orecchione austriaco, Orecchione bruno, Vespertilio di Daubenton.
- Uccelli:
Picchio nero, Picchio muraiolo, Astore, Gheppio, Aquila reale, Civetta nana, Civetta capogrosso, Allocco, Gufo reale, Francolino di monte (specie a rischio di estinzione), Gallo cedrone, Fagiano di monte, Pernice bianca, Coturnice, Upupa, Corvidi, Cincia, Re di quaglie, Codirosso spazzacamino, Fringuello alpino (anch'esso raro), Culbianco.
- Rettili e Anfibi:
Tritone alpino, Tritone crestato italiano, Tritone punteggiato meridionale, Salamandra pezzata, Salamandra nera o alpina, Ululone dal ventre giallo, Rospo comune, Rana montana, Rospo smeraldino, Raganella, Vipera dal corno, Biscia dal collare, Biacco.